# Ÿ
Ÿ, ÿは、Yにトレマないしウムラウトを付した文字である。以下の言語で使われる。
フランス語
固有名詞にのみ現れる。L'Haÿ-les-Roses （ライ＝レ＝ローズ）、Ysaÿe（イザイ）など。出現頻度はきわめて低い。
オランダ語
主に手書きで ij の代わりに ÿ が使われることがある。筆記体の ij が ÿ と同じに見えることによる。大文字は単に Y と書く。

Garamondの ①i と j ②合字ij ③ÿ ④y
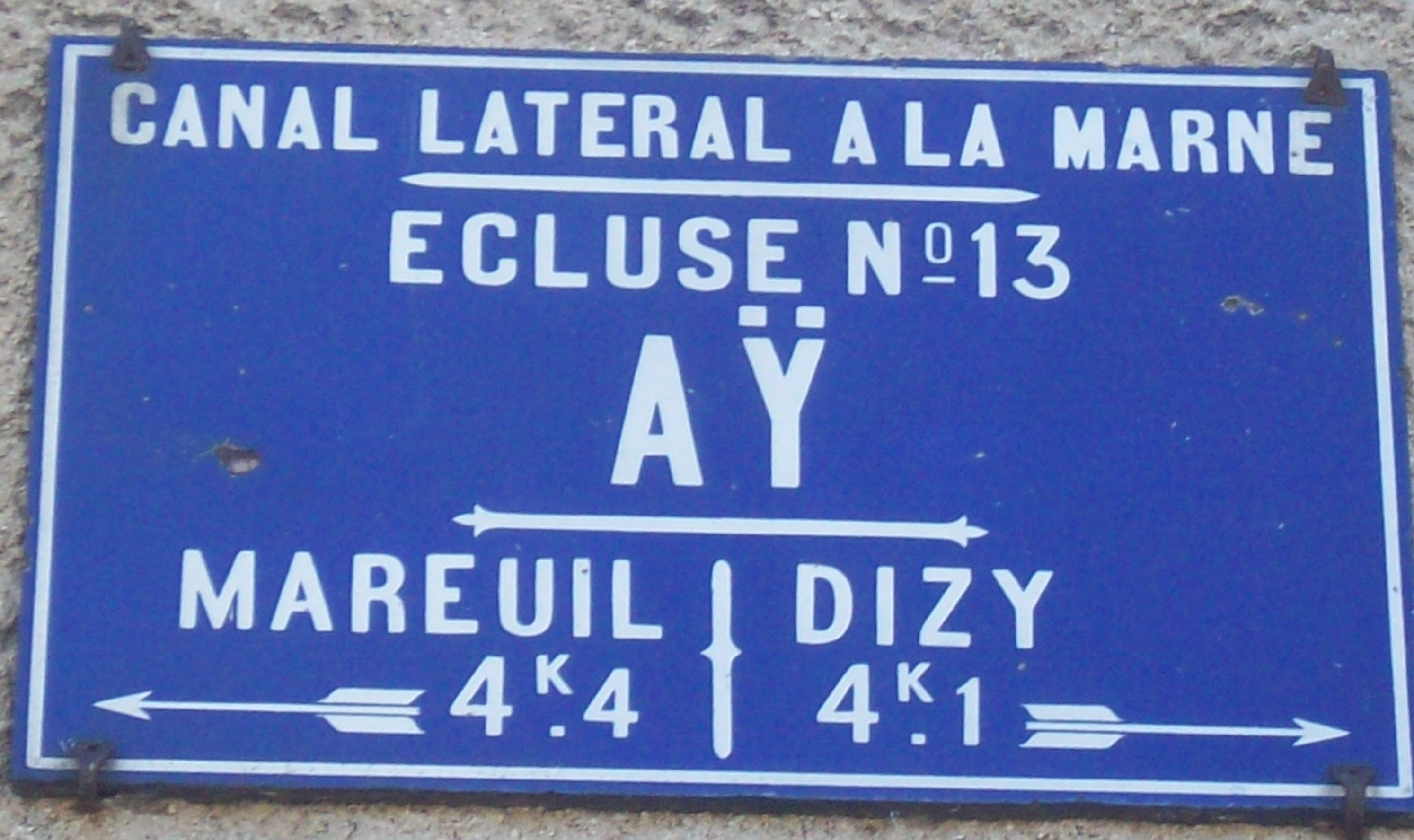
フランス、アイの名が書かれた標識、大文字の Ÿ が使われている

## 文字コード
符号化文字集合 ISO/IEC 8859-1 はフランス語を対象言語にしていたにもかかわらず、小文字の ÿ のみを含んでおり、大文字の Ÿ が存在しなかった。ISO/IEC 8859-15 や Windows-1252 では大文字の Ÿ が追加されている。
Unicode および JIS X 0213 における符号位置は次のとおり。
| 大文字 | Unicode | JIS X 0213 | 文字参照              | 小文字 | Unicode | JIS X 0213 | 文字参照             | 備考 |
| ------ | ------- | ---------- | --------------------- | ------ | ------- | ---------- | -------------------- | ---- |
| Ÿ      | U+0178  | -          | &Yuml; &#x178; &#376; | ÿ      | U+00FF  | 1-9-84     | &yuml; &#xFF; &#255; |      |